# Rokkaku Ujiyori

Rokkaku Ujiyori (ou Sasaki Ujiyori). Foi um Kugyō (nobre)  do Período Nanboku-chō da história do Japão . Filho primogênito de Rokkaku Tokinobu 6º Shugo da  Província de Ōmi

## Vida
- Tokinobu foi Shugo de  Ōmi até 1335 quando passou o cargo a seu filho Ujiyori. Com a ascensão do Shogunato Ashikaga, após a queda da Restauração Kemmu em 1336. O cargo de Shugo passou a ser ocupado por Sasaki Takauji.
- Em (1338) Tokinobu passou a ser membro do Zasso ketsu dansho, um tribunal para membros da corte e samurais e que Ujiyori volta a ser Shugo de Ōmi . Foi nessa época  que Kitabatake Akiie que liderava o exército da Corte do Norte pressionava a Província de Mino através da Batalha de Aonohara. Ujiyori liderou as tropas de Ōmi que foram enviadas para resistir ao ataque.
- Em 1344 foi nomeado para o Kebiishi (Guarda Imperial).
- Em 1346 com a morte de Tokinobu,  Ujiyori passa a ser o líder do Clã.
- O Shogunato Ashikaga evolui para lutas internas até desembocar no Incidente Kanno (1351 - 1352) [2] , neste momento decide se tornar monge e é substituído do cargo de Shugo por Yamauchi Shenzhen, mas em menos de um ano Shenzhen sai e é colocado em seu lugar o filho de Ujiyori, Rokkaku Yoshinobu.
- Em 1362 Ujiyori mandou construir o monatério de Eigenji em Ōmi para o monge Zen Jakushitsu Genko [3].
- Em  1365 Yoshinobu morre e Ujiyori é obrigado a retornar a liderança do clã e ao posto de Shugo de Ōmi
- Em agosto de 1366 Ujiyori foi enviado por ordens do Shogun Ashikaga Yoshiakira para prender Shiba Takatsune que tinha colocado sem permissão seu filho Yoshimasa em seu cargo de Kanrei (Vice-Shogun) de Echizen, Takatsune colocou fogo em sua própria residência em Quioto e fugiu para Echizen [4]
- Ujiyori tinha relações estreitas com Yoshiakira, tanto é que a segunda mulher deste foi dar à luz em uma casa que pertencia a Ujiyori [5]
- Ujiyori morreu em 1370 aos 44 anos de idade

| Precedido por Rokkaku Tokinobu Sasaki Yoshinobu                 | -- 4º e 6º Líder do Clã Rokkaku (1346 - 1351) (1365 - 1370)                       | Sucedido por Rokkaku Yoshinobu Kyōgoku Kosen                |
| Precedido por Rokkaku Tokinobu Sasaki Takauji Rokkaku Yoshinobu | 7º , 9º e 12º Shugo da Província de Ōmi (1335 - 1336) (1338 - 1351) (1365 - 1370) | Sucedido por Sasaki Takauji Yamauchi Shenzhen Kyōgoku Kosen |